# Challenger Series
Challenger Series – cykl zawodów w łyżwiarstwie figurowym w kategorii seniorów, organizowanych przez Międzynarodową Unię Łyżwiarską (ISU) od sezonu 2014/15. Jest on odpowiednikiem cyklu Grand Prix o niższym poziomie zaawansowania dając w ten sposób szansę szerszemu gronu łyżwiarzy do zaprezentowania się na arenie międzynarodowej.	
Cykl został formalnie ustanowiony w lutym 2014, a po raz pierwszy rozegrano go w sezonie łyżwiarskim 2014/2015.	
Zobacz też: Polacy na zawodach Challenger Series

## Zasady cyklu Challenger Series
Zawodnicy mogą startować w maksymalnie trzech z dziesięciu wybranych zawodach z cyklu Challenger Series, z czego do noty ogólnej liczą się dwa najlepsze wyniki. Zawody składające się na niego muszą się odbyć w okresie od 1 sierpnia do 15 grudnia.	
| Zawody                             | Miejsce           | 14–15 | 15–16 | 16–17 | 17–18 | 18–19 | 19–20 | 20–21 | 21–22 | 22–23 | 23–24 | 24–25 |
| ---------------------------------- | ----------------- | ----- | ----- | ----- | ----- | ----- | ----- | ----- | ----- | ----- | ----- | ----- |
| Alpen Trophy                       | Austria           |       |       |       |       | 2018  |       | –     |       |       |       |       |
| Cup of Tyrol                       | Austria           |       |       |       |       |       |       | 2020  |       |       |       |       |
| Ice Challenge                      | Austria           | 2014  | 2015  |       |       |       |       |       | 2021  | 2022  | C     |       |
| Minsk-Arena Ice Star               | Białoruś          |       |       |       | 2017  |       | 2019  |       |       |       |       |       |
| Denkowa-Stawiski Cup               | Bułgaria          |       | 2015  |       |       |       |       |       |       |       |       |       |
| Golden Spin of Zagreb              | Chorwacja         | 2014  | 2015  | 2016  | 2017  | 2018  | 2019  | 2020  | 2021  | 2022  | 2023  | 2024  |
| Tallinn Trophy                     | Estonia           |       | 2015  | 2016  | 2017  | 2018  |       |       |       |       |       | 2024  |
| Finlandia Trophy                   | Finlandia         | 2014  | 2015  | 2016  | 2017  | 2018  | 2019  | 2020  | 2021  | 2022  | 2023  | GP    |
| Trophée Métropole Nice Côte d’Azur | Francja           |       |       |       |       |       |       |       |       |       |       | 2024  |
| Autumn Classic International       | Kanada            | 2014  |       | 2016  | 2017  | 2018  | 2019  | 2020  | 2021  |       | 2023  |       |
| Memoriał Dienisa Tena              | Kazachstan        |       |       |       |       |       |       | 2020  | 2021  | 2022  | 2023  | 2024  |
| Volvo Open Cup                     | Łotwa             | 2014  |       |       |       |       |       |       |       |       |       |       |
| Nebelhorn Trophy                   | Niemcy            | 2014  | 2015  | 2016  | 2017  | 2018  | 2019  | 2020  | 2021  | 2022  | 2023  | 2024  |
| Warsaw Cup                         | Polska            | 2014  | 2015  | 2016  | 2017  |       | 2019  | 2020  | 2021  | 2022  | 2023  | 2024  |
| Mordovian Ornament                 | Rosja             |       | 2015  |       |       |       |       |       |       |       |       |       |
| Memoriał Ondreja Nepeli            | Słowacja          | 2014  | 2015  | 2016  | 2017  | 2018  | 2019  | 2020  | 2021  | 2022  | 2023  | 2024  |
| U.S. International Classic         | Stany Zjednoczone | 2014  | 2015  | 2016  | 2017  | 2018  | 2019  |       |       | 2022  |       |       |
| Cranberry Cup International        | Stany Zjednoczone |       |       |       |       |       |       |       |       |       |       | 2024  |
| John Nicks Pairs Challenge         | Stany Zjednoczone |       |       |       |       |       |       |       |       |       |       | 2024  |
| Asian Open Trophy                  | Chiny · Tajlandia |       |       |       |       | 2018  | 2019  | 2020  | 2021  |       |       |       |
| Budapest Trophy                    | Węgry             |       |       |       |       |       |       | 2020  |       | 2022  | 2023  | 2024  |
| Lombardia Trophy                   | Włochy            | 2014  |       | 2016  | 2017  | 2018  | 2019  |       | 2021  | 2022  | 2023  | 2024  |

## Klasyfikacja generalna

### Soliści
| Sezon   | 1. miejsce                               | 2. miejsce                               | 3. miejsce                               | Źr.                                      |
| ------- | ---------------------------------------- | ---------------------------------------- | ---------------------------------------- | ---------------------------------------- |
| 2014–15 | Michal Březina                           | Aleksandr Pietrow                        | Konstantin Mieńszow                      | [ 8 ]                                    |
| 2015–16 | Jason Brown                              | Max Aaron                                | Michaił Kolada                           | [ 9 ]                                    |
| 2016–17 | Jason Brown                              | Aleksandr Pietrow                        | Max Aaron                                | [ 10 ]                                   |
| 2017–18 | Michaił Kolada                           | Siergiej Woronow                         | Morisi Kwitelaszwili                     | [ 11 ]                                   |
| 2018–19 | Michaił Kolada                           | Cha Jun-hwan                             | Jason Brown                              | [ 12 ]                                   |
| 2019–20 | Dmitrij Alijew                           | Daniel Grassl                            | Sōta Yamamoto                            | [ 13 ]                                   |
| 2020–21 | Brak rankingu z powodu pandemii COVID-19 | Brak rankingu z powodu pandemii COVID-19 | Brak rankingu z powodu pandemii COVID-19 | Brak rankingu z powodu pandemii COVID-19 |
| 2021–22 | Piotr Gumiennik                          | Keegan Messing                           | Mark Kondratiuk                          | [ 14 ]                                   |
| 2022–23 | Kévin Aymoz                              | Lukas Britschgi                          | Matteo Rizzo                             | [ 15 ]                                   |
| 2023–24 | Lukas Britschgi                          | Jin Boyang                               | Nika Egadze                              |                                          |
| 2024–25 |                                          |                                          |                                          |                                          |

### Solistki
| Sezon   | 1. miejsce                               | 2. miejsce                               | 3. miejsce                               | Źr.                                      |
| ------- | ---------------------------------------- | ---------------------------------------- | ---------------------------------------- | ---------------------------------------- |
| 2014–15 | Jelizawieta Tuktamyszewa                 | Alona Leonowa                            | Hannah Miller                            | [ 16 ]                                   |
| 2015–16 | Jelizawieta Tuktamyszewa                 | Anna Pogoriła                            | Adelina Sotnikowa                        | [ 17 ]                                   |
| 2016–17 | Jelizawieta Tuktamyszewa                 | Mirai Nagasu                             | Mariah Bell                              | [ 18 ]                                   |
| 2017–18 | Carolina Kostner                         | Stanisława Konstantinowa                 | Jelizawieta Tuktamyszewa                 | [ 19 ]                                   |
| 2018–19 | Jelizawieta Tuktamyszewa                 | Bradie Tennell                           | Elizabet Tursynbajewa                    | [ 20 ]                                   |
| 2019–20 | Jelizawieta Tuktamyszewa                 | You Young                                | Lim Eun-soo                              | [ 21 ]                                   |
| 2020–21 | Brak rankingu z powodu pandemii COVID-19 | Brak rankingu z powodu pandemii COVID-19 | Brak rankingu z powodu pandemii COVID-19 | Brak rankingu z powodu pandemii COVID-19 |
| 2021–22 | Alysa Liu                                | Anastasija Gubanowa                      | Jekatierina Kurakowa                     | [ 22 ]                                   |
| 2022–23 | Kim Ye-lim                               | Jekatierina Kurakowa                     | Lindsay Thorngren                        | [ 23 ]                                   |
| 2023–24 | Kim Chae-yeon                            | Anastasija Gubanowa                      | Jekatierina Kurakowa                     |                                          |
| 2024–25 |                                          |                                          |                                          |                                          |

### Pary sportowe
| Sezon   | 1. miejsce                               | 2. miejsce                               | 3. miejsce                               | Źr.                                      |
| ------- | ---------------------------------------- | ---------------------------------------- | ---------------------------------------- | ---------------------------------------- |
| 2014–15 | Alexa Scimeca / Chris Knierim            | Haven Denney / Brandon Frazier           | Jessica Calalang / Zack Sidhu            | [ 24 ]                                   |
| 2015–16 | Alona Sawczenko / Bruno Massot           | Jewgienija Tarasowa / Władimir Morozow   | Natalja Zabijako / Aleksandr Enbiert     | [ 25 ]                                   |
| 2016–17 | Valentina Marchei / Ondřej Hotárek       | Nicole Della Monica / Matteo Guarise     | Kristina Astachowa / Aleksiej Rogonow    | [ 26 ]                                   |
| 2017–18 | Natalja Zabijako / Aleksandr Enbiert     | Nicole Della Monica / Matteo Guarise     | Kristina Astachowa / Aleksiej Rogonow    | [ 27 ]                                   |
| 2018–19 | Aleksandra Bojkowa / Dmitrij Kozłowski   | Kirsten Moore-Towers / Michael Marinaro  | Alisa Jefimowa / Aleksandr Korowin       | [ 28 ]                                   |
| 2019–20 | Ashley Cain-Gribble / Timothy LeDuc      | Tarah Kayne / Danny O’Shea               | Minerva Fabienne Hase / Nolan Seegert    | [ 29 ]                                   |
| 2020–21 | Brak rankingu z powodu pandemii COVID-19 | Brak rankingu z powodu pandemii COVID-19 | Brak rankingu z powodu pandemii COVID-19 | Brak rankingu z powodu pandemii COVID-19 |
| 2021–22 | Jewgienija Tarasowa / Władimir Morozow   | Jessica Calalang / Brian Johnson         | Vanessa James / Eric Radford             | [ 30 ]                                   |
| 2022–23 | Rebecca Ghilardi / Filippo Ambrosini     | Annika Hocke / Robert Kunkel             | Alisa Jefimowa / Ruben Blommaert         | [ 31 ]                                   |
| 2023–24 | Minerva Fabienne Hase / Nikita Wołodin   | Annika Hocke / Robert Kunkel             | Lucrezia Beccari / Matteo Guarise        |                                          |
| 2024–25 |                                          |                                          |                                          |                                          |

### Pary taneczne
| Sezon   | 1. miejsce                               | 2. miejsce                               | 3. miejsce                                   | Źr.                                      |
| ------- | ---------------------------------------- | ---------------------------------------- | -------------------------------------------- | ---------------------------------------- |
| 2014–15 | Maia Shibutani / Alex Shibutani          | Charlène Guignard / Marco Fabbri         | Nielli Żyganszyna / Alexander Gazsi          | [ 32 ]                                   |
| 2015–16 | Charlène Guignard / Marco Fabbri         | Isabella Tobias / Ilja Tkaczenko         | Natalia Kaliszek / Maksym Spodyriew          | [ 33 ]                                   |
| 2016–17 | Jekatierina Bobrowa / Dmitrij Sołowjow   | Madison Chock / Evan Bates               | Charlène Guignard / Marco Fabbri             | [ 34 ]                                   |
| 2017–18 | Jekatierina Bobrowa / Dmitrij Sołowjow   | Charlène Guignard / Marco Fabbri         | Tiffany Zahorski / Jonathan Guerreiro        | [ 35 ]                                   |
| 2018–19 | Piper Gilles / Paul Poirier              | Charlène Guignard / Marco Fabbri         | Christina Carreira / Anthony Ponomarenko     | [ 36 ]                                   |
| 2019–20 | Charlène Guignard / Marco Fabbri         | Madison Chock / Evan Bates               | Laurence Fournier Beaudry / Nikolaj Sørensen | [ 37 ]                                   |
| 2020–21 | Brak rankingu z powodu pandemii COVID-19 | Brak rankingu z powodu pandemii COVID-19 | Brak rankingu z powodu pandemii COVID-19     | Brak rankingu z powodu pandemii COVID-19 |
| 2021–22 | Charlène Guignard / Marco Fabbri         | Diana Davis / Gleb Smołkin               | Olivia Smart / Adrián Díaz                   | [ 38 ]                                   |
| 2022–23 | Lilah Fear / Lewis Gibson                | Marjorie Lajoie / Zachary Lagha          | Allison Reed / Saulius Ambrulevičius         | [ 39 ]                                   |
| 2023–24 | Lilah Fear / Lewis Gibson                | Allison Reed / Saulius Ambrulevičius     | Diana Davis / Gleb Smołkin                   |                                          |
| 2024–25 |                                          |                                          |                                              |                                          |